# 霍恩米爾巴赫河

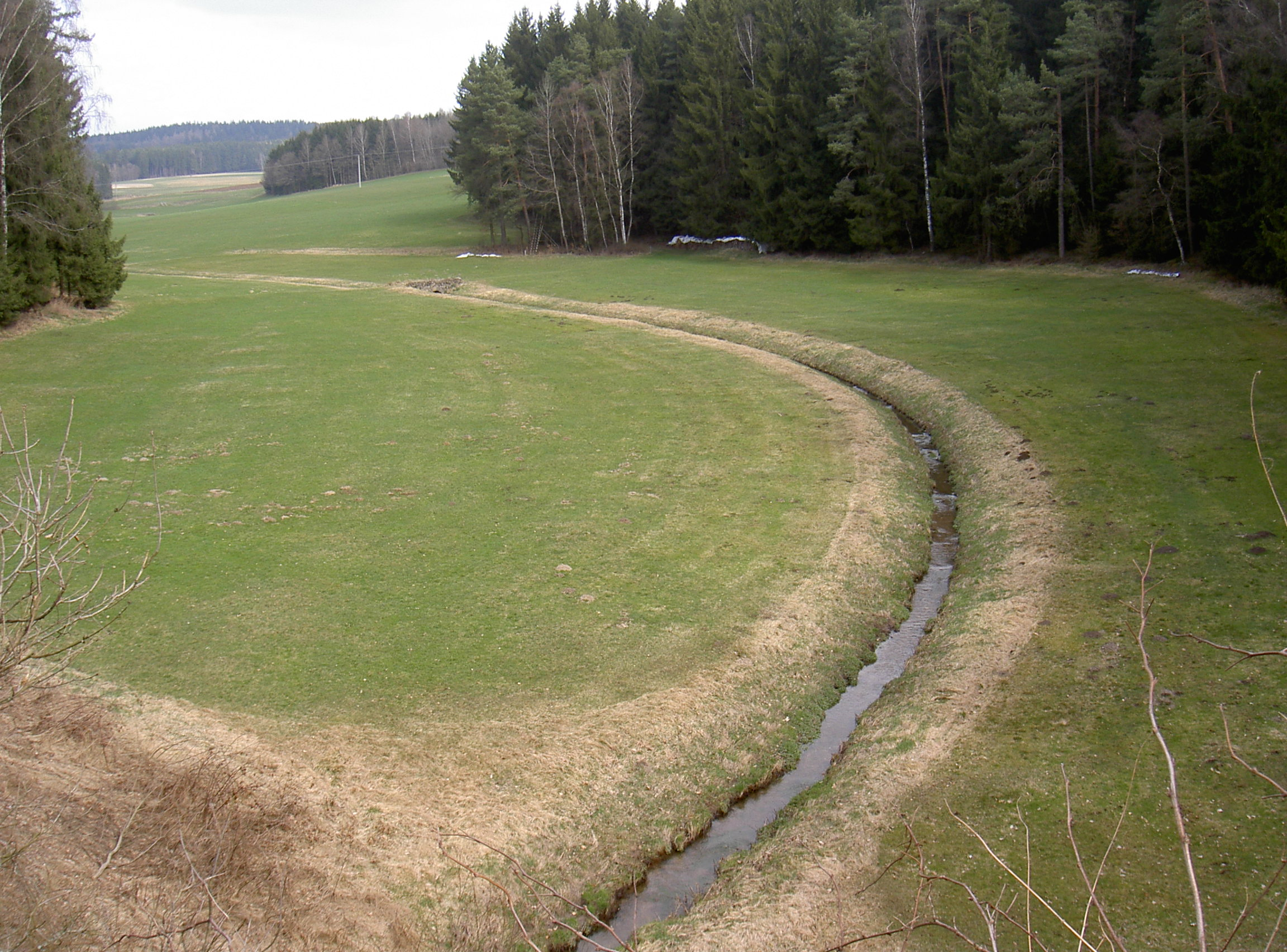

49°26′36″N 12°28′34″E / 49.44321°N 12.47606°E
霍恩米爾巴赫河（德語：Hornmühlbach），是德國的河流，位於該國東南部，由巴伐利亞負責管轄，屬於阿沙河的右支流，河道全長4.4公里，流域面積8.2平方公里，流經施萬多夫縣。